# Вильгельм Клитон
Вильге́льм Клито́н (фр. Guillaume Cliton; 25 октября 1102, Руан — 28 июля 1128, Abbey of Saint Bertin) — сын герцога Нормандии Роберта Куртгёза и претендент на престол Англии и Нормандии, граф Фландрии с 1127 года. Его прозвище происходило от лат. Clito, означающего человека королевской крови, принца.

## Юность
Вильгельм был единственным сыном нормандского герцога Роберта Куртгёза, старшего сына Вильгельма Завоевателя, неоднократно и безуспешно пытавшегося завладеть английским престолом, и Сибиллы де Конверсано, норманнской аристократки из Южной Италии.
После поражения и пленения Роберта Куртгёза в битве при Таншбре, четырёхлетний Вильгельм попал в руки короля Англии Генриха I, который передал его под опеку Элии де Сен-Санса, графа Арка, женатого на побочной дочери Роберта Куртгёза. Решение Генриха I не устанавливать жёсткий контроль над Вильгельмом оказалось несколько самонадеянным: уже в 1110 году, когда Генрих потребовал вернуть ему юного принца, приближённые опекуна Вильгельма спрятали мальчика и вывезли его из Нормандии. Элия де Сен-Санс в результате был обвинён в измене и потерял свои нормандские владения, однако противники Генриха I в самом герцогстве и сопредельных государствах приобрели в лице Клитона лидера, являвшегося законным наследником Нормандии, завоёванной английским королём, и потенциальным наследником прав на престол Англии.

## Восстание в Нормандии 1118—1119 годов
Первое время после бегства из Нормандии Вильгельм Клитон и его опекун нашли себе убежище во владениях Роберта Беллемского в Перше, однако после его пленения в 1112 году они были вынуждены перебраться во Фландрию, ко двору графа Балдуина VII, приходившегося Вильгельму троюродным братом.
К середине 1110-х годов сложилась широкая коалиция, выступавшая против восстановления английской власти в Нормандии и укрепления позиций Генриха I на континенте, в которую входили король Франции, граф Фландрии, граф Анжуйский и часть нормандских баронов, во главе с Амори III де Монфором, недовольных жёсткой централизаторской политикой Генриха в герцогстве. Они выступали в поддержку прав Вильгельма Клитона на нормандский престол. Вооружённое восстание против английского короля вспыхнуло в 1118 году. Мятежные бароны приграничных нормандских графств и присоединившиеся к ним отряды графа Фландрии вскоре захватили практически всю восточную часть Нормандии, однако при осаде Арка Балдуин VII был тяжело ранен и в следующем году скончался, а движение баронов было подавлено. В 1119 году на территорию Нормандии вторглись войска Людовика VI, короля Франции, но потерпели поражение в битве при Бремюле. Вместе с Людовиком VI в этом сражении участвовал и молодой Вильгельм Клитон, недавно посвящённый в рыцари, которому удалось бежать с поля боя после поражения французов. Потерянного во время битвы коня Клитону на следующий день вернул как знак великодушия сын Генриха I Вильгельм Аделин. Крах французской интервенции позволил английскому королю окончательно разгромить мятежных баронов Нормандии и восстановить свой контроль над герцогством.
Вильгельм Клитон тем временем был принят при дворе Людовика VI, который попытался в 1119 году в Реймсе добиться признания папой римским законности прав Клитона на Нормандию. Однако английская дипломатия переиграла французскую: папа Каликст II, троюродный брат Генриха I, признал законность английского завоевания Нормандии и добился от Людовика VI отказа от поддержки Вильгельма Клитона.

## Восстание в Нормандии 1123—1124 годов
После заключения в 1119 году мира между Генрихом I и Людовиком VI Клитон вновь оказался в положении безземельного изгнанника. Однако 25 ноября 1120 года положение радикально изменилось: в кораблекрушении у берегов Нормандии погиб единственный законный сын английского короля Вильгельм Аделин. В результате Клитон как последний потомок Вильгельма Завоевателя по прямой мужской линии оказался потенциальным наследником не только Нормандии, но и Англии. Генрих I, не желая, чтобы на престол англонормандской монархии взошёл Клитон, попытался провозгласить своим наследником Стефана Блуаского, сына своей сестры. Однако многие нормандские бароны решили воспользоваться нерешённостью судьбы английской короны и вновь выступили в поддержку прав Вильгельма Клитона.
Во главе движения стояли Амори III де Монфор, граф д'Эврё, и Галеран IV де Бомон, граф де Мёлан. На их сторону в 1122 году перешёл вернувшийся из крестового похода Фульк V Анжуйский. Он выдал за Вильгельма Клитона свою дочь Сибиллу и передал ему графство Мэн. Однако Генриху I удалось убедить папу римского аннулировать этот брак, ссылаясь на близкое родство между новобрачными.
Тем временем в Нормандии в 1123 году вспыхнуло восстание баронов в поддержку Вильгельма Клитона. Но мятежники были разобщены и не имели прочной опоры в герцогстве. В марте 1124 года королевские войска одержали верх над восставшими в стычке у Бургтерульда к юго-востоку от Руана и взяли в плен их лидеров. Мятеж быстро сошёл на нет. Попытка вмешательства французского короля Людовика VI на стороне Вильгельма Клитона была нейтрализована: летом 1124 года Францию атаковал император Священной Римской империи Генрих V, женатый на дочери английского короля. Хотя германские войска были отбиты, Людовик VI был вынужден отказаться от активных действий в поддержку Клитона.

## Граф Фландрии
Несмотря на то, что очередная попытка отвоевать Нормандию для Вильгельма провалилась, он оставался в центре англо-французского противостояния. В 1127 году Клитон женился на Жанне Монферратской, единоутробной сестре жены короля Людовика VI. В качестве приданого король Франции передал Вильгельму Вексен, включая три важные крепости на нормандской границе — Понтуаз, Шомон и Мант. Вексен таким образом становился плацдармом для атаки Вильгельма на Нормандию. Более того, 2 марта 1127 года был убит граф Фландрии Карл Добрый, не оставивший после себя прямых наследников. Воспользовавшись правами сюзерена на выморочный лен, Людовик VI передал Фландрию Вильгельму Клитону, по линии своей бабки происходившему из рода фландрских графов. Инвеститура Клитона титулом графа Фландрии состоялась 23 марта 1127 года в Аррасе, в обход прав ряда более близких родственников Карла Доброго.
Некоторая часть баронов Фландрии поддержала кандидатуру Вильгельма, и при помощи французских войск к концу мая 1127 года Клитону удалось утвердиться в графстве. Он пообещал упразднить внутренние торговые и импортные пошлины и обязался уважать законы страны и привилегии городов. Он также предоставил коммунальную хартию Сент-Омеру. Однако права на фландрский престол предъявили ещё целый ряд претендентов, которые начали военные действия против Вильгельма.
Первоначально последнему сопутствовал успех: он выбил из Сент-Омера отряды Арнульфа Датского и с помощью Людовика VI изгнал из страны войска Балдуина IV, графа Эно, и Вильгельма Ипрского. Но внутренняя политика Вильгельма Клитона во Фландрии вскоре резко уменьшила значение его военных побед: имея своей главной целью отвоевание Нормандии, Клитон стал использовать богатые фламандские города для сбора средств на ведение войны с Англией. Были введены новый налог на здания и пошлины за торговлю на ярмарках, началось наступление на автономию городов. В то же время враждебность Вильгельма к Англии, главному поставщику шерсти для фламандских сукнодельных и ткацких предприятий, входила в противоречие с интересами уже достаточно развитого бюргерства Фландрии.
Недовольные правлением Вильгельма концентрировались вокруг ещё одного претендента на фландрский престол — Тьерри Эльзасского, двоюродного брата Карла Доброго. Тьерри также приобрёл финансовую и военную поддержку английского короля, не желавшего перехода Фландрии под власть Вильгельма. В феврале 1128 года против Клитона выступили горожане Сент-Омера и Гента, в марте их примеру последовал Брюгге, а в мае — Лилль. Под контролем Вильгельма осталась лишь небольшая территория на юге графства. Однако он атаковал Брюгге и в сражении при Акспуле 21 июня нанёс поражение нормандско-лотарингским войскам Тьерри Эльзасского. Затем к армии Вильгельма присоединились отряды Готфрида Бородатого, ландграфа Брабанта, и соединённые силы 12 июля осадили Алст, где находился Тьерри Эльзасский. Но во время осады Вильгельм был смертельно ранен из арбалета и 28 июля 1128 года скончался в возрасте двадцати пяти лет. Его тело было захоронено в Бертинском аббатстве в Сент-Омере.

## Браки
- Первым браком (1123) Вильгельм Клитон был женат на Сибилле Анжуйской, дочери Фулька V, графа Анжуйского, и Ирменгарды дю Мэн, графини Мэнской. Брак аннулирован буллой папы римского в 1124 году.
- Вторым браком (1127) Вильгельм был женат на Жанне Монферратской, дочери Ренье, маркграфа Монферрата, и Гизелы Бургундской, матери королевы Франции Аделаиды Савойской.

Детей Вильгельм Клитон не имел.

## Комментарии
1. ↑  Вильгельм приходился Сибилле пятиюродным племянником: их ближайшим общим предком был Жоффруа I Гризегонель (ум. 938), граф Анжуйский. Прабабкой Сибиллы была Ирменгарда Анжуйская (ум. 1076) — дочь Фулька Нерры, сына Жоффруа (от первого брака), а Вильгельм был праправнуком Юдифи Бретонской (ум. 1017) — дочери другой Ирменгарды Анжуйской[англ.] (ум. 992/1024), дочери Жоффруа (от неясно какого брака).
2. ↑  На титул графа Фландрии помимо, Вильгельма Клитона, претендовали:
  - его дядя Генрих I, король Англии, — сын Матильды Фландрской и племянник Роберта I Фризского;
  - Вильгельм Ипрский, незаконный сын Филипп де Ло (ум. до 1127) — сына Роберта I Фризского;
  - Балдуин IV, граф Эно, правнук по мужской линии Бодуэна VI, графа Фландрии — старшего брата Роберта I Фризского;
  - Тьерри Эльзасский, внук Роберта I Фризского по матери;
  - Арнульф Датский, старший сын сестры Карла Доброго.